# يوتا ماتسومور
يوتا ماتسومور (باليابانية: 松村 優太) (مواليد 13 أبريل 2001) هو لاعب كرة قدم ياباني.

## وصلات خارجية
- يوتا ماتسومور على موقع رابطة كرة القدم اليابانية للمحترفين (اليابانية)
- يوتا ماتسومور على موقع إي إس بي إن إف سي (الإنجليزية)
- يوتا ماتسومور على موقع قاعدة بيانات كرة القدم.إي يو (الإنجليزية)
- يوتا ماتسومور على موقع Soccerbase.com (لاعب) (الإنجليزية)
- يوتا ماتسومور على موقع Soccerway.com (الإنجليزية)
- يوتا ماتسومور على موقع عالم كرة القدم.نت (الإنجليزية)